# Poniente almeriense
La comarque du Poniente almeriense de la province d'Almería est aussi surnommée « Mer de plastique », dû aux innombrables serres en plastiques qui recouvrent la région.
Les communes sont Roquetas de Mar, Vícar, La Mojonera, El Ejido, Adra, Dalías, Berja, Enix y Felix.
Le Poniente Almeriense se situe au sud-est de la province d'Almería, délimitée au nord avec la Sierra de Gádor, au sud avec la Mer d'Alboran (Méditerranée), à l'est avec la ville d'Almería et à l'ouest le golfe d'Almería et la municipalité d'Albuñol (Grenade).

## Économie
La comarque est connue comme le verger de l'Europe (la huerta de Europa), pour son activité principale qui est l'agriculture intensive, et une industrie auxiliaire, la fabrication d'emballages en plastique, l’ensachage de semences et le transport.
Le tourisme est aussi un secteur très important surtout sur les localités de Roquetas de Mar, Aguadulce (Roquetas de Mar), Almerimar (El Ejido), Adra et La Envía (Vícar).

## Mer de plastique

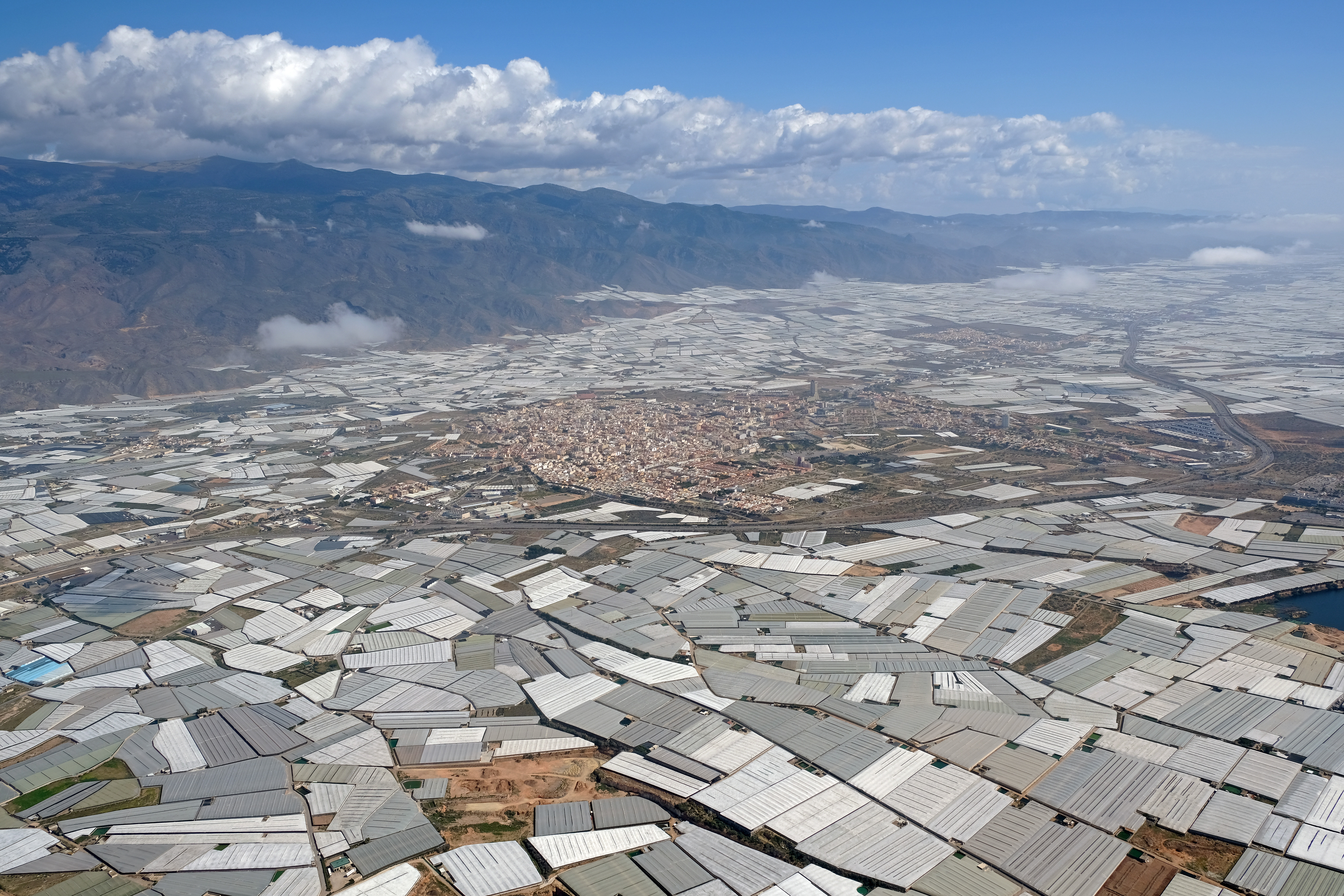
Les serres en 2021, avec la commune d'El Ejido au centre.

Plus de 35 000 hectares de terres sont recouvertes par ce que les Espagnols appellent des « invernaderos » (les serres), également appelés collectivement « el mar de plástico » (« la mer de plastique »). De cette culture sous serre résulte la plus grande production de légumes pour les pays d'Europe du Nord en saison hivernale. La production en légumes dans ces serres est de 3 millions de tonnes par an.[réf. nécessaire]
Situées sur un site originellement aride et impropre à la culture, ces serres sont à l'origine de nombreux débats dans la société espagnole aujourd'hui.
Sur le plan écologique, les serres posent de gros problèmes principalement pour trois raisons :
- la rareté de l'eau dans les nappes phréatiques de la région obligent les agriculteurs à importer 80 % de l'eau qu'ils utilisent, et l’eau puisée dans les nappes les dégradent[3] ;
- l’utilisation de pesticides pour protéger les plantes et de produits phytosanitaires pour fortifier les sols et les enrichir sont extrêmement néfastes pour l'environnement et pour les humains qui les utilisent à longueur de journée ;
- les déchets plastiques produits sont énormes et une partie finit par polluer l'environnement.

Sur un plan économique, ces serres permettent à l'Espagne d'exporter un grand nombre de produits et emploient de nombreuses personnes. Néanmoins, 80 000 des employés sont des immigrés, parmi lesquels plus de 40 000 clandestins. La plupart de ces travailleurs vivent dans des bidonvilles insalubres.
Des serres voisines à celles-ci se trouvent dans la région de Huelva : plus de 7 500 hectares de serres en plastique sont spécialisées dans la production de fraises.